# Euscorpiidae
Euscorpiidae es una familia de escorpiones. Fue descrita por Laurie en 1896.

## Género
- Subfamilia Euscorpiinae
  - Euscorpius Thorell, 1876
- Subfamilia Megacorminae
  - Megacormus Karsch, 1881
  - Plesiochactas Pocock, 1900
  - Chactopsis Kraepelin, 1912
- Subfamilia Scorpiopinae
  - Alloscorpiops Vachon, 1980
  - Dasyscorpiops Vachon, 1974
  - Euscorpiops Vachon, 1980
  - Neoscorpiops Vachon, 1980
  - Paracorpiops Banks, 1928
  - Scorpiops Peters, 1861
  - Troglocormus Francke, 1981